# Hennediella stanfordensis
Hennediella stanfordensis är en bladmossart som beskrevs av Blockeel 1990. Hennediella stanfordensis ingår i släktet Hennediella och familjen Pottiaceae. Inga underarter finns listade i Catalogue of Life.